# Plaimpied-Givaudins
Plaimpied-Givaudins es una comuna francesa situada en el departamento de Cher, en la región de Centro-Valle del Loira. Tiene una población estimada, en 2019, de 2069 habitantes.

## Demografía
| 487 | 436 | 503 | 396 | 477 | 429 | 708 | 782 | 855 | 851 | 922 | 882 | 900 | 938 | 902 | 869 | 791 | 761 | 792 | 763 | 670 | 695 | 648 | 651 | 664 | 685 | 673 | 693 | 853 | 1100 | 1388 | 1643 | 1678 | 2069 |
| Para los censos de 1962 a 1999 la población legal corresponde a la población sin duplicidades (Fuente: INSEE [Consultar]) |     |     |     |     |     |     |     |     |     |     |     |     |     |     |     |     |     |     |     |     |     |     |     |     |     |     |     |     |      |      |      |      |      |